# Henri Saint Cyr
Henri Saint Cyr, né le 15 mars 1902 à Stockholm et mort le 27 juillet 1979 à Kristianstad, est un cavalier suédois de dressage et de concours complet.

## Carrière
Henri Saint Cyr participe aux Jeux olympiques d'été de 1936 à Berlin et se classe vingt-troisième du concours complet individuel sur le cheval Fun. Douze ans plus tard aux Jeux olympiques de Londres, il termine, avec Djinn, cinquième en dressage individuel.
Aux Jeux olympiques d'été de 1952 à Helsinki sur sa monture Master Rufus, il remporte deux médailles d'or, en dressage individuel et par équipe. Ce doublé est reproduit en 1956 à Stockholm sur Juli ; lors de ces olympiades, il délivre le serment olympique. Henri Saint Cyr dispute ses derniers Jeux en 1960 à Rome : il se classe quatrième en dressage individuel sur sa monture L'Étoile.